# Catantopsilus carli
Catantopsilus carli är en insektsart som beskrevs av Willy Adolf Theodor Ramme 1929. Catantopsilus carli ingår i släktet Catantopsilus och familjen gräshoppor. Inga underarter finns listade i Catalogue of Life.